# Бур-Блан
Бур-Блан (фр. Bourg-Blanc) — коммуна на северо-западе Франции, находится в регионе Бретань, департамент Финистер, округ Брест, кантон Плабеннек. Расположена в 15 км к северу от Бреста, в 9 км от национальной автомагистрали N12.
Население (2019) — 3 553 человека. 

## История
Территория, на которой находится Бур-Блан, была заселена еще с доисторических времен, о чем свидетельствуют многочисленные находки, в частности, гробница Coatanea (около 3000 лет), где были найдены наконечники стрел и треугольный кинжал. Также были обнаружены предметы галло-римского периода, в частности, найденный в 1980 году т.н. «клад Кергонца» (826 римских монет, захороненных в земле около 276 н.э.), и т.н. «клад Кердидруна», в котором насчитывается 1200 римских монет (найден в 1989 году). Все эти предметы сейчас находятся в музее первобытного общества Финистера в Пенмарше.
В VI веке в Дунанском лесу на территории нынешней коммуны Бур-Блан отшельником проживал Святой Урфол. В 1328 году в Бур-Блане были построены больница и часовня Святого Давида.
В 1794 году в Бур-Блане были гильотинированы два викария, Клод Шапален и Танги Жакоб, а также сестра одного из них, Мари Шапален, укрывавшая священников от революционных властей. 14 августа 1994 года епископ Кемпера и Леона отслужил по ним поминальную мессу в присутствии большого числа людей, среди которых было около 2500 потомков Мари Шапален. 

## Достопримечательности
- Приходская церковь Нотр-Дам XVIII века, реконструированная в 1996 году
- Часовня Святого Урфола XV века с кальварией
- Особняк Бренью, построенный в 1864 году на месте средневекового замка Castel Gleb, разрушенного во время Великой Французской революции

## Экономика
Структура занятости населения:
- сельское хозяйство — 10,1 %
- промышленность — 4,7 %
- строительство — 19,8 %
- торговля, транспорт и сфера услуг — 31,7 %
- государственные и муниципальные службы — 33,8 %

Уровень безработицы (2018) — 5,4 % (Франция в целом —  13,4 %, департамент Финистер — 12,1 %). 

Среднегодовой доход на 1 человека, евро (2018) — 22 940 (Франция в целом — 21 730, департамент Финистер — 21 970).

## Демография
Динамика численности населения, чел.

## Администрация
Пост мэра Бур-Блана с 2014 года занимает член партии Республиканцы, член Совета департамента Финистер от кантона Плабеннек Бернар Жиберг (Bernard Gibergues).  На муниципальных выборах 2020 года возглавляемый им независимый список победил в 1-м туре, получив 58,30 % голосов.
| Период | Период | Фамилия             | Партия        | Примечания                          |
| ------ | ------ | ------------------- | ------------- | ----------------------------------- |
| 1971   | 1989   | Бертран де Кергарью | птицевод      |                                     |
| 1989   | 2008   | Жиль Фальшюн        | Разные правые | технический директор                |
| 2008   | 2014   | Жан-Поль Бертулу    | Разные левые  | пенсионер                           |
| 2014   |        | Бернар Жиберг       | Республиканцы | пенсионер, член Совета департамента |

## Галерея

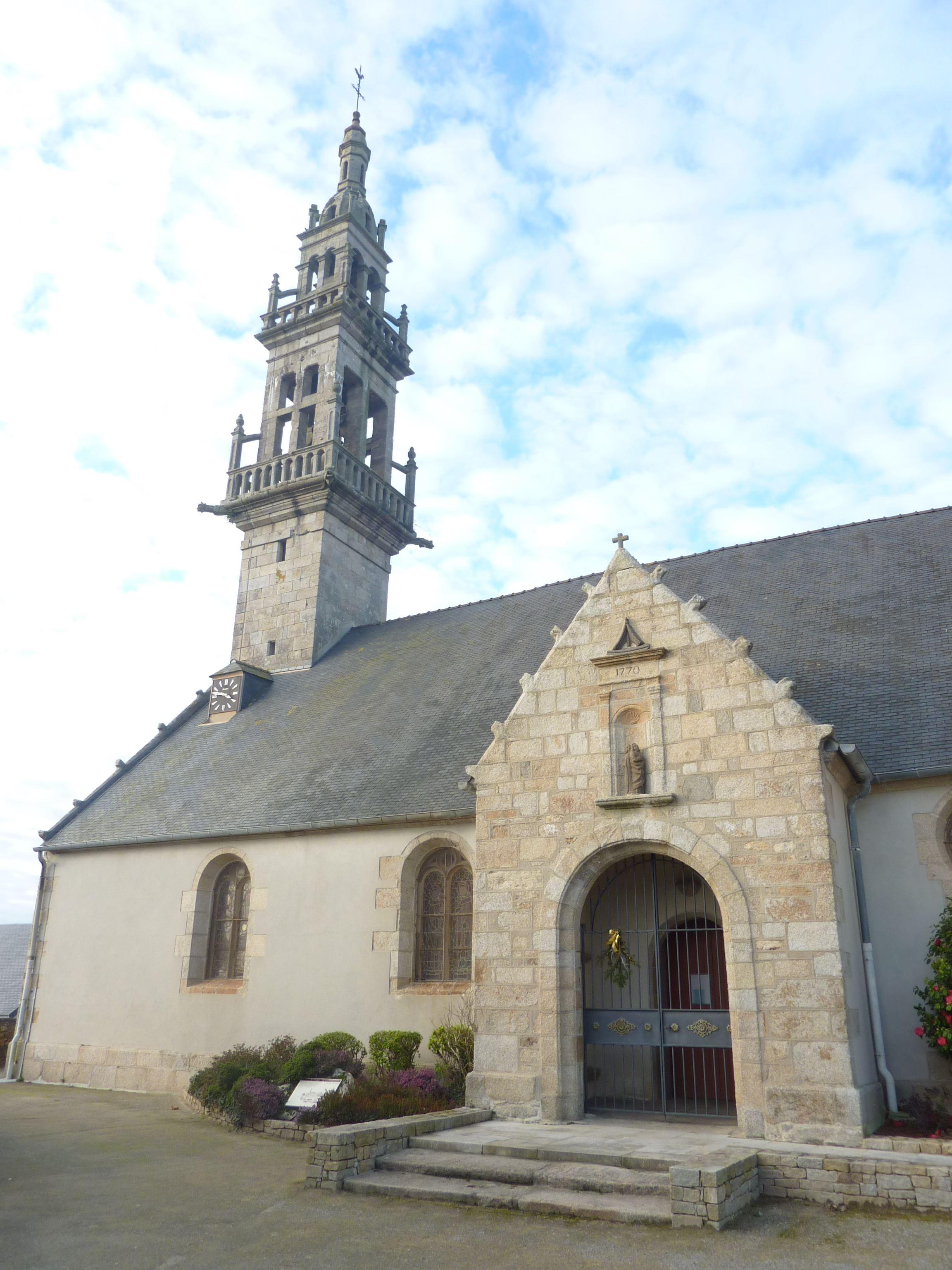
Церковь Нотр-Дам

1. 1 2  база данных о французских коммунах — Национальный географический институт Франции, 2015.